# 陳蘭 (東漢)
陳蘭（？—209年），《資治通鑑》作陳簡，一作陈策，是東漢末年人物，袁術部下。

## 生平
陳蘭與雷薄原本都是袁术部将，屯兵於灊山。建安四年（199年），袁術在江淮掏空資源後欲往投奔，但被陳蘭等人拒絕。袁術留住三日後離去，在兵士斷糧的情況下，袁術不久便病死。建安五年（200年），陳蘭與梅乾、雷緒等各聚眾數萬在江淮間，曹操所置劉馥採取懷柔的方式應對。建安十四年（209年）陳蘭與梅成以氐人據六縣叛變曹操，曹操命張遼討伐，同时臧霸也奉命前往皖攻打孙权部将韩当，使得孙权不能救陈兰。陳蘭本欲以灊山險道固守，但被張遼在山下安營，張遼勇敢地強行突破，斬殺陳蘭等人。
另《刘晔传》记载，山贼陈策在庐江聚众数万人据险而守，曹操曾派偏将试图消灭但不果，于是询问群下问可否征伐。很多人都认为山贼据险而守，难以攻克，而且无足轻重，不应征伐；但刘晔认为其实是偏将资历不足和天下未定而令到山贼仍敢对抗，而当时局势已经大致稳定，应该先悬赏劝降，再用军事实力进逼，那山贼就会自己溃败。曹操同意，并派猛将在前，大军在后，最终如同刘晔所预测般平定陈策。宋杰《三国兵争要地与攻守战略研究》认为陈策就是陈兰。

## 文学形象
明朝罗贯中历史小说《三国演义》中，雷薄、陈兰在袁术败亡前已经叛逃到嵩山，并在袁术出逃被刘备打败后劫去袁术的钱粮草料，导致袁术军缺粮，袁术索求蜜水不得吐血而死。《三国演义》没有交代陈兰后来的事。